# Karel Světnička
Karel Světnička (* 1. října 1960) je český právník, publicista a politik, v letech 2018 až 2023 předseda strany MS Piráti. 

## Život
Narodil se v říjnu 1960. Na Právnické fakultě Masarykovy univerzity vystudoval obor místní správa a získal tak bakalářský titul. Poté studoval na Fakultě právnické ZČU a souběžně na Univerzitě Karlově. Na Fakultě sociálních věd Univerzity Karlovy studoval také politologii, absolvoval i stáž na Jagellonské univerzitě a studoval také regionalistiku a veřejnou správu na VŠE. V letech 1992 až 2007 působil jako kontrolor na ministerstvu státní kontroly, posléze na nástupnickém Nejvyšším kontrolním úřadu.[zdroj?]
Žije v Havířově. Je invalida a trpí roztroušenou sklerózou.

### Politické působení
V senátních volbách v roce 2006 kandidoval v senátním obvodu č. 74 – Karviná do Senátu PČR za ODA. Získal 1,2 % hlasů a skončil tak na posledním desátém místě.
V listopadu 2012 podal kandidaturu na funkci prezidenta České republiky pro nadcházející prezidentské volby v roce 2013, avšak doložil pouhých 26 podpisů (z potřebných 50 000) a ministerstvo vnitra mu tak kandidaturu neumožnilo. Světnička se proti rozhodnutí ministerstva vnitra obrátil k Nejvyššímu správnímu soudu, který jeho stížnost zamítl. Světnička se pokusil kandidoval také v prezidentských volbách v roce 2018, ale ministerstvo vnitra jej i tentokrát z volby vyřadilo. Nedodal totiž ani petici, ani podpisy zákonodárců.
Ve sněmovních volbách v roce 2013 kandidoval z 18. místa kandidátní listiny České pirátské strany v Praze. V evropských volbách v roce 2014 kandidoval z 23. místa kandidátní listiny Pirátů. V komunálních volbách v roce 2014 kandidoval do zastupitelstva Havířova na kandidátní listině subjektu Zelení Piráti pro Havířov. V krajských volbách v roce 2016 kandidoval z 23. místa Pirátů do zastupitelstva Moravskoslezského kraje. Ve sněmovních volbách v roce 2017 kandidoval z 18. místa kandidátní listiny Pirátů do Poslanecké sněmovny PČR.
Do roku 2018 byl registrovaným příznivcem České pirátské strany a podporu této strany se snažil získat pro senátní volby v roce 2018. Získal však 0 z 20 hlasů jejích členů, a proto spolu s některými kolegy z Konfederace politických vězňů České republiky založil vlastní stranu s názvem Moravská a Slezská pirátská strana. Za ní posléze kandidoval v senátních volbách opět v senátním obvodu č. 74. Tentokrát získal 4,28 % hlasů a skončil tak na předposledním sedmém místě. Česká pirátská strana poté odebrala Světničkovi statut registrovaného příznivce.
V květnu 2019 musel být vyveden, když narušoval mítink České pirátské strany. Účastník akce a předseda Poslaneckého klubu Pirátů Jakub Michálek k tomu uvedl následující: Na Piráty neustále podává nějaké stížnosti a založil si vlastní stranu. Z akce odešel tělesně zdráv, o jeho duševním stavu se vyjadřovat nebudu.
V krajských volbách v roce 2020 kandidoval jako lídr MS Pirátů do zastupitelstva Moravskoslezského kraje. V souběžných senátních volbách v roce 2020 kandidoval také v senátním obvodu č. 75 – Karviná. Získal 1,05 % hlasů a skončil tak na předposledním 12. místě. Ve sněmovních volbách v roce 2021 kandidoval v Olomouckém kraji na 3. místě kandidátní listiny Volného bloku. V komunálních volbách v roce 2022 kandidoval do zastupitelstva Havířova na kandidátní listině subjektu Havířov náš domov. V prosinci 2023 byla nejvyšším správním soudem rozpuštěna jím založená Moravská a Slezská pirátská strana. V evropských volbách v roce 2024 kandidoval na 23. místě kandidátní listiny subjektu ALIANCE ZA NEZÁVISLOST ČR - proti přijetí eura!.
V senátních volbách v roce 2024 kandidoval jako nestraník za Švýcarskou demokracii již potřetí ve stejném karvinském senátním obvodu. Tentokrát získal 5,85 % hlasů a skončil na předposledním čtvrtém místě. Zároveň kandidoval na kandidátní listině Švýcarské demokracie do zastupitelstva Moravskoslezského kraje na 19. místě kandidátní listiny.
V žádné ze svých kandidatur do veřejných funkcí nebyl nikdy úspěšný.
Ve sněmovních volbách v roce 2025 kandiduje jako lídr kandidátní listiny subjektu Jasný Signál Nezávislých v Moravskoslezském kraji.

#### Kandidatury na předsedu ÚSTR
V roce 2010 kandidoval na funkci ředitele Ústavu pro studium totalitních režimů, ale z výběrového řízení byl vyřazen. Posléze Ústav kvůli svému vyřazení zažaloval. V roce 2014 opět neúspěšně kandidoval na funkci ředitele ÚSTR. Před svou kandidaturou podal na instituci hned několik trestních oznámení; ústav obviňoval mj. z podvodu nebo porušování Ústavy. V roce 2018 opět neúspěšně kandidoval na funkci ředitele ÚSTR, když jej do funkce navrhl Klub Porta Praha. Na ředitele ÚSTR opět kandidoval v roce 2022, ale z výběrového řízení byl kvůli nekompletní přihlášce vyřazen.